# Love Island (España)
Love Island fue un concurso de telerrealidad español basado en el formato británico del mismo nombre, presentado por Cristina Pedroche para el grupo de televisión Atresmedia. Se emitió entre el 11 de abril de 2021 y el 30 de junio de 2022 en Neox. Se rodó en una villa de lujo en la isla de Gran Canaria.

## Historia
Tras el éxito de La isla de las tentaciones (Mediaset España) en España, Atresmedia se hizo con los derechos de Love Island, originario de Reino Unido y producido por ITV studios. En marzo se anuncia que el formato será presentado por Cristina Pedroche y que se estrena el 11 de abril de 2021 en Neox, aunque cuenta con escenas inéditas en Atresplayer Premium.

## Formato
Un grupo de solteros y solteras completamente desconocidos entre sí conviven juntos durante veinticuatro horas en una villa de ensueño, ubicada frente al mar en Gran Canaria. Durante su estancia, las citas y los juegos se suceden a modo de celestina para prender esa chispa necesaria entre los participantes del programa. La única condición para no ser expulsado es permanecer siempre emparejado. Pero, ¿Cómo pueden formar parejas si no se conocen? Para eso se celebra la primera ceremonia entre isleños e isleñas, denominación elegida para los primeros solteros y solteras en llegar. Ese es el momento en el que las primeras impresiones marcan el camino de su recorrido por la aventura. Cada pareja debe enfrentarse a diversos desafíos con el resto de concursantes, como, por ejemplo, la llegada de nuevos solteros a la villa. La premisa de partida es que, por mucha gente que entre, sean capaces de mantenerse fieles al compañero elegido con quien que creyeron en un principio que podía surgir el amor. Las dos personas que consigan hacerse con la victoria del programa, se llevan un premio en metálico.
Un dato importante es la denominación que van a recibir los participantes del reality. Un isleño o isleña es aquella persona que entra en el programa desde la primera ceremonia, mientras que se entiende por soltero o soltera a quienes pisen la villa por primera vez en ocasiones posteriores a la misma. Además, el público toma decisiones que condicionan la mecánica del concurso desde su casa, en unas galas que se celebran alrededor del fuego, es decir, una ubicación exclusiva donde se aclaran todos los conflictos.

## Temporada 1 (2021)
- 11 de abril de 2021 - 20 de mayo de 2021

Los 10 primeros concursantes fueron anunciados el 7 de abril, cuatro días antes del estreno del programa.

### Concursantes
| Nombre                     | Procedencia | Edad | Profesión                                 | Día de ingreso | Día de partida | Información      |
| -------------------------- | ----------- | ---- | ----------------------------------------- | -------------- | -------------- | ---------------- |
| Celia Zanón                | Valencia    | 26   | Enfermera                                 | Día 1          | Día 30         | Ganadores        |
| Miguel Folgoso             | La Coruña   | 24   | Electricista                              | Día 1          | Día 30         | Ganadores        |
| Adele Montano              | Milán       | 20   | Dependienta                               | Día 1          | Día 30         | Subcampeones     |
| Jovan Soto                 | Madrid      | 23   | Soldador                                  | Día 3          | Día 30         | Subcampeones     |
| Beatriz "Bea" Kante        | Barcelona   | 29   | Partenaire de mago                        | Día 1          | Día 30         | Terceros         |
| Saúl Braco                 | Navarra     | 26   | Entrenador personal                       | Día 1          | Día 30         | Terceros         |
| Pedro Sánchez              | Murcia      | 25   | Modelo                                    | Día 14         | Día 28         | 13.os expulsados |
| Marina Daza                | Sevilla     | 26   | Empresaria                                | Día 17         | Día 28         | 13.os expulsados |
| Mario "Moure" López        | Madrid      | 30   | Atleta                                    | Día 1          | Día 28         | 12.os expulsados |
| Marina "La Cari" Rodríguez | Madrid      | 26   | Bailaora                                  | Día 11         | Día 28         | 12.os expulsados |
| Pablo García               | Guadalajara | 29   | Recortador de toros                       | Día 14         | Día 26         | 11.os expulsados |
| Yaiza Magar                | León        | 26   | Teleoperadora                             | Día 17         | Día 26         | 11.os expulsados |
| Adonis Ramírez             | Barcelona   | 22   | Inmobiliario                              | Día 22         | Día 25         | 10.os expulsados |
|                            | Barcelona   | 24   | Estudiante de Relaciones Laborales y RRHH | Día 22         | Día 25         | 10.os expulsados |
| Cynthia Chen               | Madrid      | 22   | Fisioterapeuta                            | Día 17         | Día 23         | 9.ª expulsada    |
| Carla Cabrera              | Tenerife    | 27   | Comercial                                 | Día 1          | Día 21         | 8.ª expulsada    |
| José Ortiz                 | Madrid      | 30   | Arquitecto técnico                        | Día 1          | Día 19         | 7.os expulsados  |
| Nathalya Monyck            | Cantabria   | 26   | Coctelera                                 | Día 7          | Día 19         | 7.os expulsados  |
| Jesús Palacios             | Málaga      | 28   | Secretario de clínica dental              | Día 1          | Día 17         | 6.º expulsado    |
| Álex Mislata               | Valencia    | 26   | Empresario                                | Día 14         | Día 14         | 5.os expulsados  |
| Miguel López               | Almería     | 21   | Agricultor                                | Día 14         | Día 14         | 5.os expulsados  |
| Fiona García               | País Vasco  | 29   | Profesora de inglés                       | Día 1          | Día 14         | 4.ª expulsada    |
| Francisco "Curro" Sánchez  | Sevilla     | 23   | Militar                                   | Día 8          | Día 11         | 3.os expulsados  |
| Yasmina Martí              | Valencia    | 23   | Teleoperadora                             | Día 1          | Día 11         | 3.os expulsados  |
| Marta Amorós               | Valencia    | 26   | Publicitaria                              | Día 7          | Día 10         | 2.ª expulsada    |
| Ricky Costantino           | Milán       | 30   | Entrenador de fútbol y empresario         | Día 3          | Día 5          | 1.er expulsado   |

### Estadísticas semanales
|          | Día 1  | Día 5     | Día 10    | Día 11    | Día 14    | Día 17    | Día 19    | Día 20    | Día 21    | Día 23    | Día 25    | Día 26    | Día 28    | Día 30    |           |
| -------- | ------ | --------- | --------- | --------- | --------- | --------- | --------- | --------- | --------- | --------- | --------- | --------- | --------- | --------- | --------- |
| Miguel   | Celia  | Celia     | Celia     | Exento    | Celia     | Salvado   | Salvado   | Cynthia   | Exento    | Exento    | Celia     | Salvado   | Finalista | Ganadores |           |
| Celia    | Miguel | Miguel    | Miguel    | Exenta    | Miguel    | Exenta    | Salvada   | Nominada  | Salvada   | Salvada   | Miguel    | Salvada   | Finalista | Ganadores |           |
| Jovan    |        | Adele     | Adele     | Exento    | Adele     | Salvado   | Salvado   | Adele     | Exento    | Exento    | Adele     | Salvado   | Finalista | Segundos  |           |
| Adele    | Moure  | Jovan     | Jovan     | Exenta    | Jovan     | Exenta    | Salvada   | Jovan     | Exenta    | Salvada   | Jovan     | Salvada   | Finalista | Segundos  |           |
| Saúl     | Bea    | Bea       | Bea       | Exento    | Bea       | Salvado   | Salvado   | Bea       | Exento    | Exento    | Bea       | Salvado   | Finalista | Terceros  |           |
| Bea      | Saúl   | Saúl      | Saúl      | Exenta    | Saúl      | Exenta    | Salvada   | Saúl      | Exenta    | Salvada   | Saúl      | Salvada   | Finalista | Terceros  |           |
| Pedro    |        |           |           |           |           | Exento    | Exento    | Marina    | Exento    | Exento    | Marina    | Salvado   | Expulsado | Expulsado |           |
| Marina   |        |           |           |           |           |           | Exenta    | Pedro     | Exenta    | Salvada   | Pedro     | Salvada   | Expulsada | Expulsada |           |
| Moure    | Adele  | Fiona     | Fiona     | Salvado   | Cari      | Salvado   | Salvado   | Cari      | Exento    | Exento    | Cari      | Salvado   | Expulsado | Expulsado |           |
| Cari     |        |           |           |           | Moure     | Exenta    | Salvada   | Moure     | Exenta    | Salvada   | Moure     | Salvada   | Expulsada | Expulsada |           |
| Pablo    |        |           |           |           |           | Exento    | Exento    | Yaiza     | Exento    | Exento    | Yaiza     | Expulsado | Expulsado | Expulsado |           |
| Yaiza    |        |           |           |           |           |           | Exenta    | Pablo     | Exenta    | Salvada   | Pablo     | Expulsada | Expulsada | Expulsada |           |
| Adonis   |        |           |           |           |           |           |           |           |           | Exento    | Expulsado | Expulsado | Expulsado | Expulsado |           |
| Ángel    |        |           |           |           |           |           |           |           |           | Exento    | Expulsado | Expulsado | Expulsado | Expulsado |           |
| Cynthia  |        |           |           |           |           |           | Exenta    | Miguel    | Exenta    | Expulsada | Expulsada | Expulsada | Expulsada | Expulsada |           |
| Carla    | José   | Jesús     | Jesús     | Exenta    | Jesús     | Exenta    | Exenta    | Nominada  | Expulsada | Expulsada | Expulsada | Expulsada | Expulsada | Expulsada |           |
| José     | Carla  | Yasmina   | Nathalya  | Exento    | Nathalya  | Salvado   | Expulsado | Expulsado | Expulsado | Expulsado | Expulsado | Expulsado | Expulsado | Expulsado |           |
| Nathalya |        |           | José      | Exenta    | José      | Exenta    | Expulsada | Expulsada | Expulsada | Expulsada | Expulsada | Expulsada | Expulsada | Expulsada |           |
| Jesús    | Fiona  | Yasmina   | Carla     | Carla     | Exento    | Carla     | Expulsado | Expulsado | Expulsado | Expulsado | Expulsado | Expulsado | Expulsado | Expulsado | Expulsado |
| Álex     |        |           |           |           | Expulsado | Expulsado | Expulsado | Expulsado | Expulsado | Expulsado | Expulsado | Expulsado | Expulsado | Expulsado |           |
| López    |        |           |           |           | Expulsado | Expulsado | Expulsado | Expulsado | Expulsado | Expulsado | Expulsado | Expulsado | Expulsado | Expulsado |           |
| Fiona    | Jesús  | Moure     | Moure     | Salvada   | Expulsada | Expulsada | Expulsada | Expulsada | Expulsada | Expulsada | Expulsada | Expulsada | Expulsada | Expulsada |           |
| Curro    |        |           | Yasmina   | Expulsado | Expulsado | Expulsado | Expulsado | Expulsado | Expulsado | Expulsado | Expulsado | Expulsado | Expulsado | Expulsado |           |
| Yasmina  |        | Jesús     | José      | Curro     | Expulsada | Expulsada | Expulsada | Expulsada | Expulsada | Expulsada | Expulsada | Expulsada | Expulsada | Expulsada | Expulsada |
| Marta    |        |           | Expulsada | Expulsada | Expulsada | Expulsada | Expulsada | Expulsada | Expulsada | Expulsada | Expulsada | Expulsada | Expulsada | Expulsada |           |
| Ricky    |        | Expulsado | Expulsado | Expulsado | Expulsado | Expulsado | Expulsado | Expulsado | Expulsado | Expulsado | Expulsado | Expulsado | Expulsado | Expulsado |           |

### Episodios y audiencias
| Fecha      | Título      | Audiencia      |
| ---------- | ----------- | -------------- |
| 11/04/2021 | Programa 1  | 637 000 (4,0%) |
| 12/04/2021 | Programa 2  | 275 000 (2,7%) |
| 13/04/2021 | Programa 3  | 223 000 (1,4%) |
| 14/04/2021 | Programa 4  | 189 000 (1,1%) |
| 15/04/2021 | Programa 5  | 236 000 (1,4%) |
| 18/04/2021 | Programa 6  | 164 000 (1,1%) |
| 19/04/2021 | Programa 7  | 231 000 (1,4%) |
| 20/04/2021 | Programa 8  | 224 000 (1,4%) |
| 21/04/2021 | Programa 9  | 254 000 (1,4%) |
| 22/04/2021 | Programa 10 | 215 000 (1,4%) |
| 25/04/2021 | Programa 11 | 224 000 (1,4%) |
| 26/04/2021 | Programa 12 | 184 000 (1,1%) |
| 27/04/2021 | Programa 13 | 220 000 (1,4%) |
| 28/04/2021 | Programa 14 | 227 000 (1,4%) |
| 29/04/2021 | Programa 15 | 164 000 (1,1%) |
| 2/05/2021  | Programa 16 | 191 000 (1,2%) |
| 3/05/2021  | Programa 17 | 211 000 (1,3%) |
| 4/05/2021  | Programa 18 | 179 000 (1,1%) |
| 5/05/2021  | Programa 19 | 120 000 (0,8%) |
| 6/05/2021  | Programa 20 | 196 000 (1,4%) |
| 9/05/2021  | Programa 21 | 181 000 (1,1%) |
| 10/05/2021 | Programa 22 | 171 000 (1,1%) |
| 11/05/2021 | Programa 23 | 154 000 (1,1%) |
| 12/05/2021 | Programa 24 | 191 000 (1,3%) |
| 13/05/2021 | Programa 25 | 215 000 (1,4%) |
| 16/05/2021 | Programa 26 | 184 000 (1,2%) |
| 17/05/2021 | Programa 27 | 175 000 (1,2%) |
| 18/05/2021 | Programa 28 | 152 000 (1,0%) |
| 19/05/2021 | Programa 29 | 201 000 (1,4%) |
| 20/05/2021 | Programa 30 | 174 000 (1,3%) |

## Temporada 2 (2022)
- 22 de mayo de 2022 - 30 de junio de 2022

### Concursantes
| Nombre                       | Procedencia | Edad | Profesión                                         | Día de ingreso  | Día de partida | Información          |
| ---------------------------- | ----------- | ---- | ------------------------------------------------- | --------------- | -------------- | -------------------- |
| Luis Titans                  | Tarragona   | 30   | Operario químico y DJ                             | Día 1           | Día 31         | Ganadores            |
| Yaiza Cabello                | Málaga      | 24   | Bailaora                                          | Día 1           | Día 31         | Ganadores            |
| Alberto Montelongo           | Santa Cruz  | 24   | Opositor a policía                                | Día 1           | Día 31         | Subcampeones         |
| Ruth Román                   | Madrid      | 24   | Educadora infantil y Monitora                     | Día 16          | Día 31         | Subcampeones         |
| Lara Salmerón                | Cádiz       | 21   | Entrenadora de gimnasia rítmica                   | Día 1           | Día 30         | Terceros             |
| Rubén Cons                   | Barcelona   | 26   | Entrenador personal                               | Día 5 / 16 / 21 | Día 30         | Terceros             |
| Carlos López                 | Barcelona   | 19   | Desempleado                                       | Día 13          | Día 30         | 15.os expulsados     |
| Katherine Ebh                | Murcia      | 20   | Trabajadora de estética                           | Día 16          | Día 30         | 15.os expulsados     |
| Eder Cerro                   | Huesca      | 30   | Carretillero                                      | Día 16          | Día 29         | 14.os expulsados     |
| Paola Cerrón                 | Tudela      | 21   | Dependienta                                       | Día 1           | Día 29         | 14.os expulsados     |
| Ariadna López                | Barcelona   | 24   | Periodista                                        | Día 16 / 20     | Día 21 / 25    | 9.ª / 13.ª expulsada |
| Juanvi Guaita                | Valencia    | 29   | Monitor de moto acuática y operario de automoción | Día 16          | Día 25         | 13.er expulsado      |
| André "Andy" Fernández       | Barcelona   | 28   | Entrenador y monitor de actividades               | Día 16          | Día 24         | 12.os expulsados     |
| Carmen Sánchez               | Cádiz       | 24   | Vendedora de electrodomésticos                    | Día 12          | Día 24         | 12.os expulsados     |
| Mikaela "Mika" Rivera        | Madrid      | 24   | Streamer                                          | Día 12          | Día 23         | 11.os expulsados     |
| Rafael "Rafa" Ros            | Valencia    | 29   | Vigilante de seguridad                            | Día 1           | Día 23         | 11.os expulsados     |
| Mirella Medina               | Alicante    | 23   | Promotora                                         | Día 16 / 20     | Día 21 / 21    | 9.ª / 10.ª expulsada |
| Gabriel Vidal                | Tarragona   | 26   | Futbolista y coordinador de discoteca             | Día 11          | Día 20         | 9.º expulsado        |
| Margarita Fernández          | Sevilla     | 26   | Actriz y cantante                                 | Día 2 / 16      | Día 5 / 18     | 1.ª / 8.ª expulsada  |
| Tomás "Tommy" Gómez          | Granada     | 29   | Paracaidista del Ejército del Aire                | Día 16          | Día 18         | 8.º expulsado        |
| Alan Alambo                  | Guadalajara | 21   | Reponedor de supermercado                         | Día 1           | Día 14         | 7.os expulsados      |
| Lorena Gómez                 | Santa Cruz  | 25   | Dependienta                                       | Día 1           | Día 14         | 7.os expulsados      |
| Mónica Portilla              | Sevilla     | 28   | Maquilladora                                      | Día 9           | Día 14         | 7.os expulsados      |
| Saúl Peregrina               | Barcelona   | 24   | Barbero                                           | Día 1           | Día 14         | 7.os expulsados      |
| Aroa Navarro                 | Alicante    | 20   | Productora de audífonos                           | Día 2           | Día 13         | 6.os expulsados      |
| Aurora Nicorici              | Zaragoza    | 24   | Dependienta de pastelería                         | Día 5           | Día 13         | 6.os expulsados      |
| Felipe Neri                  | Sevilla     | 21   | Estudiante de ADE                                 | Día 7           | Día 12         | 5.º expulsado        |
| Mauricio Miguenz             | Madrid      | 29   | Soldador                                          | Día 1           | Día 10         | 4.os expulsados      |
| Deimante "Dei" Samajauskaite | Málaga      | 29   | Mánager de club de playa                          | Día 1           | Día 10         | 4.os expulsados      |
| Marcos Dimnik                | Barcelona   | 29   | Profesor de Educación física                      | Día 7           | Día 8          | 3.er expulsado       |

### Botón rojo
| Pulsado por    | Retado | Ganador del reto | Día    |
| -------------- | ------ | ---------------- | ------ |
| Saúl Peregrina | Rubén  | Saúl             | Día 5  |
| Rubén Cons     | Rafa   | Rubén            | Día 21 |

### Estadísticas semanales
|           | Día 1    | Día 4     | Día 5       | Día 8     | Día 10    | Día 12    | Día 13    | Día 14    | Día 16    | Día 18    | Día 20    | Día 22    | Día 23    | Día 24    | Día 25    | Día 29    | Día 30    |
| --------- | -------- | --------- | ----------- | --------- | --------- | --------- | --------- | --------- | --------- | --------- | --------- | --------- | --------- | --------- | --------- | --------- | --------- |
| Luis      |          | Yaiza     | Yaiza       | Yaiza     | Nominado  | Nominado  | Yaiza     | Nominado  | Yaiza     | Yaiza     | Yaiza     | Yaiza     | Yaiza     | Yaiza     | Yaiza     | Yaiza     | Ganadores |
| Yaiza     | Alberto  | Luis      | Luis        | Luis      | Nominada  | Exenta    | Luis      | Nominada  | Luis      | Luis      | Luis      | Luis      | Luis      | Luis      | Luis      | Luis      | Ganadores |
| Alberto   | Yaiza    | Dei       | Aurora      | Dei       | Nominado  | Nominado  | Mika      | Nominado  | Mika      | Mika      | Ruth      | Ruth      | Ruth      | Ruth      | Ruth      | Ruth      | Segundos  |
| Ruth      |          |           |             |           |           |           |           |           | Soltera   | Soltera   | Alberto   | Alberto   | Alberto   | Alberto   | Alberto   | Alberto   | Segundos  |
| Lara      | Alan     | Rafa      | Rafa        | Rafa      | Nominada  | Exenta    | Rafa      | Nominada  | Rafa      | Rafa      | Rafa      | Rafa      | Rubén     | Rubén     | Rubén     | Rubén     | Expulsada |
| Rubén     |          |           | Lorena/Nom. | Expulsado | Expulsado | Expulsado | Expulsado | Expulsado | Soltero   | Soltero   | Expulsado | Ari/Nom.  | Lara      | Lara      | Lara      | Lara      | Expulsado |
| Carlos    |          |           |             |           |           |           | Carmen    | Nominado  | Carmen    | Carmen    | Katherine | Katherine | Katherine | Katherine | Katherine | Katherine | Expulsado |
| Katherine |          |           |             |           |           |           |           |           | Soltera   | Soltera   | Carlos    | Carlos    | Carlos    | Carlos    | Carlos    | Carlos    | Expulsada |
| Eder      |          |           |             |           |           |           |           |           | Soltero   | Soltero   | Paola     | Paola     | Paola     | Paola     | Paola     | Expulsado | Expulsado |
| Paola     | Mauricio | Mauricio  | Mauricio    | Mauricio  | Nominada  | Exenta    | Gabriel   | Nominada  | Gabriel   | Gabriel   | Eder      | Eder      | Eder      | Eder      | Eder      | Expulsada | Expulsada |
| Ariadna   |          |           |             |           |           |           |           |           | Soltera   | Soltera   | Expulsada | Rubén     | Juanvi    | Juanvi    | Expulsada | Expulsada | Expulsada |
| Juanvi    |          |           |             |           |           |           |           |           | Soltero   | Soltero   | Carmen    | Carmen    | Ariadna   | Ariadna   | Expulsado | Expulsado | Expulsado |
| Andy      |          |           |             |           |           |           |           |           | Soltero   | Soltero   | Mika      | Mika      | Carmen    | Expulsado | Expulsado | Expulsado | Expulsado |
| Carmen    |          |           |             |           |           |           | Carlos    | Nominada  | Carlos    | Carlos    | Juanvi    | Juanvi    | Andy      | Expulsada | Expulsada | Expulsada | Expulsada |
| Mika      |          |           |             |           |           |           | Alberto   | Nominada  | Alberto   | Alberto   | Andy      | Andy      | Expulsada | Expulsada | Expulsada | Expulsada | Expulsada |
| Rafa      | Dei      | Lara      | Lara        | Lara      | Nominado  | Nominado  | Lara      | Nominado  | Lara      | Lara      | Lara      | Lara/Nom. | Expulsado | Expulsado | Expulsado | Expulsado | Expulsado |
| Mirella   |          |           |             |           |           |           |           |           | Soltera   | Soltera   | Expulsada | Visita    | Expulsada | Expulsada | Expulsada | Expulsada | Expulsada |
| Gabriel   |          |           |             |           |           | Exento    | Paola     | Nominado  | Paola     | Paola     | Expulsado | Expulsado | Expulsado | Expulsado | Expulsado | Expulsado | Expulsado |
| Margarita |          | Expulsada | Expulsada   | Expulsada | Expulsada | Expulsada | Expulsada | Expulsada | Soltera   | Soltera   | Expulsada | Expulsada | Expulsada | Expulsada | Expulsada | Expulsada | Expulsada |
| Tommy     |          |           |             |           |           |           |           |           | Soltero   | Soltero   | Expulsado | Expulsado | Expulsado | Expulsado | Expulsado | Expulsado | Expulsado |
| Alan      | Lara     | Aroa      | Aroa        | Aroa      | Nominado  | Nominado  | Mónica    | Expulsado | Expulsado | Expulsado | Expulsado | Expulsado | Expulsado | Expulsado | Expulsado | Expulsado | Expulsado |
| Mónica    |          |           |             | Soltera   | Exenta    | Exenta    | Alan      | Expulsada | Expulsada | Expulsada | Expulsada | Expulsada | Expulsada | Expulsada | Expulsada | Expulsada | Expulsada |
| Lorena    | Saúl     | Saúl      | Rubén       | Saúl      | Nominada  | Exenta    | Saúl      | Expulsada | Expulsada | Expulsada | Expulsada | Expulsada | Expulsada | Expulsada | Expulsada | Expulsada | Expulsada |
| Saúl      | Lorena   | Lorena    | Nominado    | Lorena    | Nominado  | Nominado  | Lorena    | Expulsado | Expulsado | Expulsado | Expulsado | Expulsado | Expulsado | Expulsado | Expulsado | Expulsado | Expulsado |
| Aroa      |          | Alan      | Alan        | Alan      | Nominada  | Exenta    | Expulsada | Expulsada | Expulsada | Expulsada | Expulsada | Expulsada | Expulsada | Expulsada | Expulsada | Expulsada | Expulsada |
| Aurora    |          |           | Alberto     | Felipe    | Nominado  | Exenta    | Expulsada | Expulsada | Expulsada | Expulsada | Expulsada | Expulsada | Expulsada | Expulsada | Expulsada | Expulsada | Expulsada |
| Felipe    |          |           |             | Aurora    | Nominado  | Expulsado | Expulsado | Expulsado | Expulsado | Expulsado | Expulsado | Expulsado | Expulsado | Expulsado | Expulsado | Expulsado | Expulsado |
| Mauricio  | Paola    | Paola     | Paola       | Paola     | Expulsado | Expulsado | Expulsado | Expulsado | Expulsado | Expulsado | Expulsado | Expulsado | Expulsado | Expulsado | Expulsado | Expulsado | Expulsado |
| Dei       | Rafa     | Alberto   | Soltera     | Alberto   | Expulsada | Expulsada | Expulsada | Expulsada | Expulsada | Expulsada | Expulsada | Expulsada | Expulsada | Expulsada | Expulsada | Expulsada | Expulsada |
| Marcos    |          |           |             | Expulsado | Expulsado | Expulsado | Expulsado | Expulsado | Expulsado | Expulsado | Expulsado | Expulsado | Expulsado | Expulsado | Expulsado | Expulsado | Expulsado |

### Episodios y audiencias
| Fecha      | Título      | Audiencia      |
| ---------- | ----------- | -------------- |
| 22/05/2022 | Programa 31 | 175 000 (1,4%) |
| 23/05/2022 | Programa 32 | 111 000 (0,9%) |
| 24/05/2022 | Programa 33 | 134 000 (1,1%) |
| 25/05/2022 | Programa 34 | 119 000 (1,0%) |
| 26/05/2022 | Programa 35 | 100 000 (0,9%) |
| 29/05/2022 | Programa 36 | 165 000 (1,4%) |
| 30/05/2022 | Programa 37 | 126 000 (1,0%) |
| 31/05/2022 | Programa 38 | 135 000 (1,1%) |
| 01/06/2022 | Programa 39 | 124 000 (1,0%) |
| 02/06/2022 | Programa 40 | 100 000 (0,8%) |
| 05/06/2022 | Programa 41 | 117 000 (1,0%) |
| 06/06/2022 | Programa 42 | 138 000 (1,1%) |
| 07/06/2022 | Programa 43 | 111 000 (1,0%) |
| 08/06/2022 | Programa 44 | 115 000 (1,1%) |
| 09/06/2022 | Programa 45 | 114 000 (1,0%) |
| 12/06/2022 | Programa 46 | 107 000 (0,8%) |
| 13/06/2022 | Programa 47 | 117 000 (1,0%) |
| 14/06/2022 | Programa 48 | 140 000 (1,1%) |
| 15/06/2022 | Programa 49 | 107 000 (1,0%) |
| 16/06/2022 | Programa 50 | 157 000 (1,4%) |
| 19/06/2022 | Programa 51 | 102 000 (0,8%) |
| 20/06/2022 | Programa 52 | 90 000 (0,8%)  |
| 21/06/2022 | Programa 53 | 117 000 (1,0%) |
| 22/06/2022 | Programa 54 | 115 000 (1,1%) |
| 23/06/2022 | Programa 55 | 111 000 (1,1%) |
| 26/06/2022 | Programa 56 | 116 000 (1,1%) |
| 27/06/2022 | Programa 57 | 127 000 (1,1%) |
| 28/06/2022 | Programa 58 | 115 000 (1,1%) |
| 29/06/2022 | Programa 59 | 111 000 (1,0%) |
| 30/06/2022 | Programa 60 | 97 000 (0,9%)  |

## Palmarés de trasmisión
| Edición                       | Fecha | Presentadora      | Cadena | Programas | Audiencia      | Ganadores    | Subcampeones | Terceros   |
| ----------------------------- | ----- | ----------------- | ------ | --------- | -------------- | ------------ | ------------ | ---------- |
| Love Island (Primera edición) | 2021  | Cristina Pedroche | Neox   | 30        | 208 000 (1,3%) | Celia Miguel | Adele Jovan  | Bea Saúl   |
| Love Island (Segunda edición) | 2022  | Cristina Pedroche | Neox   | 30        | 120 000 (1,0%) | Luis Yaiza   | Alberto Ruth | Lara Rubén |

## Nota
1. ↑  Yasmina entró a la villa después del primer emparejamiento. El día 2 se le dió la oportunidad de robarle la pareja a una de sus compañeras. Eligió a Jesús.
2. ↑  Ricky y Jovan entraron en el día 3. La audiencia decidió que dos isleñas tendrían una cita con ellos. Adele y Fiona, respectivamente, fueron las seleccionadas.
3. ↑  Marta y Nathalya entraron en el día 7. La audiencia decidió que dos isleños tendrían una cita con ellas. Miguel y José, respectivamente, fueron los seleccionados.
4. ↑  Curro entró en el día 8. La audiencia decidió que una isleña tendría una cita con él. Adele, fue la seleccionada.
5. ↑  Marina entró en el día 11. Yasmina y Curro, al ser los expulsados, eligieron para su cita a Miguel y Moure.
6. ↑  Álex, López, Pablo y Pedro entraron en el día 14. Tras sus entradas en la villa, tuvieron unas breves citas con todas las isleñas. Tras estas breves citas, las isleñas eligieron únicamente a dos de estos cuatro solteros. Y los elegidos fueron Pablo y Pedro.
7. ↑  Cynthia, Marina y Yaiza entraron a la villa el día 17. Yaiza tuvo una cita con Pablo y Marina con Pedro.
8. ↑  Adonis y Ángel entraron a la villa el día 22. Y ambos tuvieron una cita con Celia.
9. ↑  Cynthia fue expulsada con mayoría de votación ya que Miguel y Celia se reconciliaron.